# Pance, Ljubljana
Pance este o localitate din comuna Ljubljana, Slovenia, cu o populație de 73 de locuitori.